# Céramique lustrée

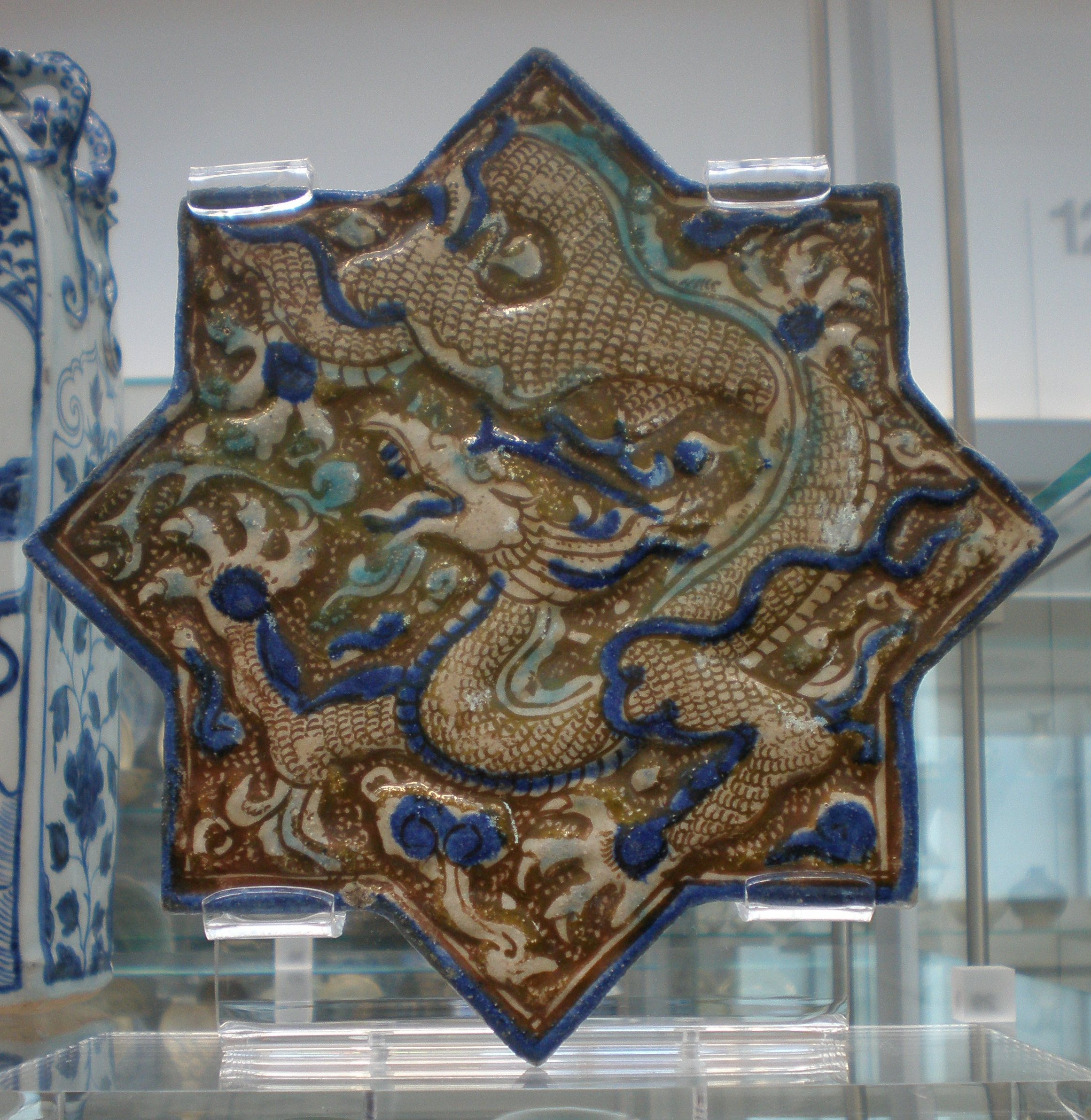
Carreau en forme d'étoile à huit branches, céramique lustrée. Dragon chinois, moulé en léger relief, sur fond doré, révèle l'influence chinoise sur la céramique persane. Décoration rehaussée par des touches de pigments bleu turquoise et cobalt. Une bande bleu de cobalt entoure le carreau. Kashan, probablement Takht-i Sulayman, Iran. 1270-1275.

La céramique lustrée est un type de poterie, avec glaçure métallique, qui confère à l'objet une surface iridescente.
Les émaux à lustre métallique ont été probablement l'une des techniques décoratives les plus importantes dans le Proche et Moyen-Orient tout au long de la période islamique. 

## Technique
La pièce de poterie est dans un premier temps cuite à nu, elle est ensuite couverte d'une glaçure incorporant ou non des décors de glaçure colorés. La pièce est alors remise au four pour fixer ces glaçures. Après refroidissement, le décor lustré est peint, avec une solution contenant des oxydes métalliques. La pièce est alors remise au four pour une dernière cuisson à température plus basse et en atmosphère réductrice, c'est-à-dire appauvrie en oxygène. Les oxydes métalliques se transforment en lamelles de métal pur qui pénètrent dans la glaçure ramollie sous l'effet de la chaleur. Les couleurs obtenues vont du brun cuivré au jaune d'or tirant parfois sur le vert, quelquefois des rouges rubis.

## Histoire

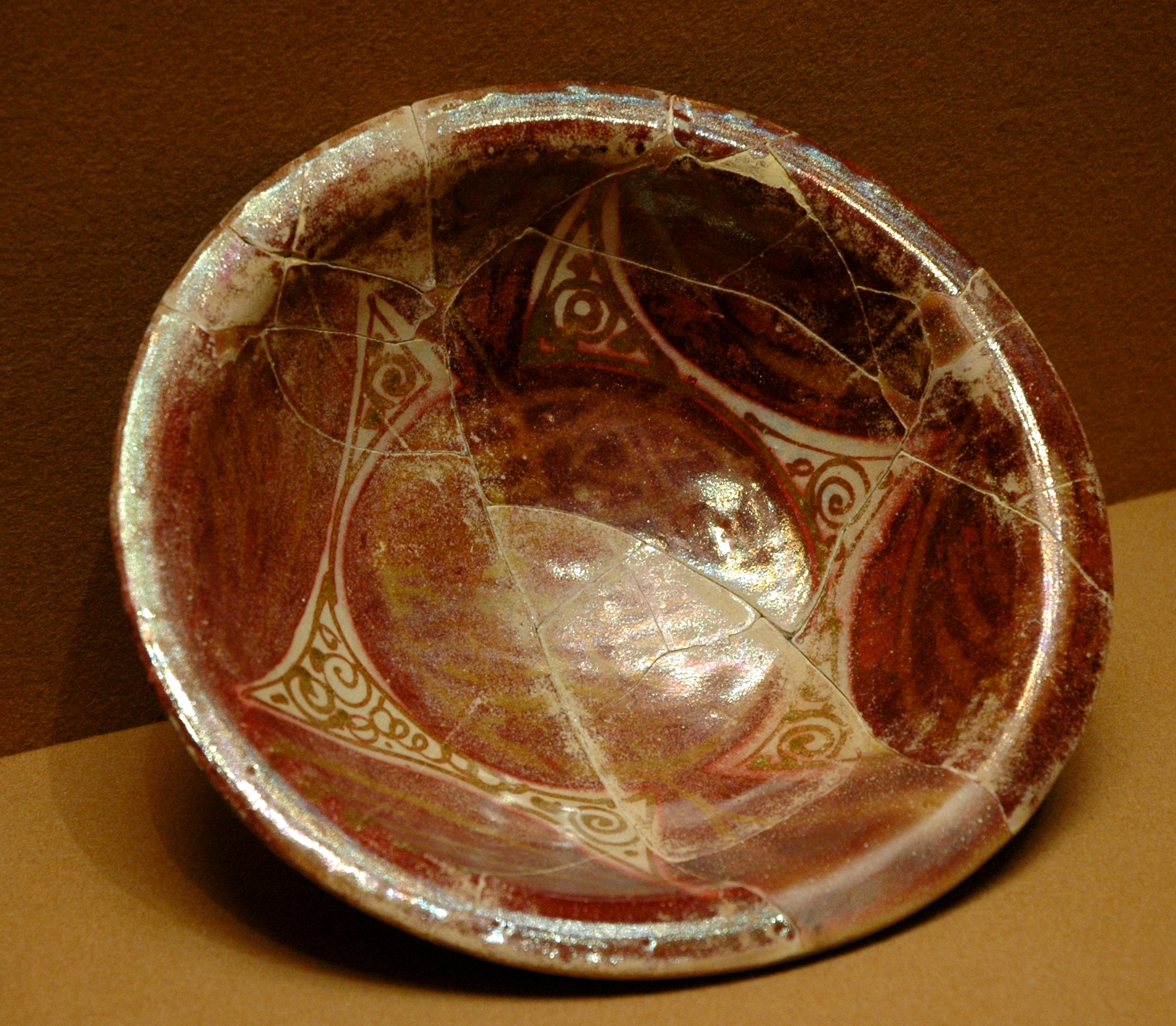
Coupe IXe siècle. Céramique argileuse, décor lustré polychrome sur glaçure opacifiée. Irak. Don Charles Vignier, Musée du Louvre, département des Arts de l'Islam.

La technique, secret d'atelier, est peut-être née au VIIIe siècle à Fostat, dans les ateliers coptes d’Égypte, où elle est pratiquée sur verre, dans les temps pré-islamiques. Mais c'est en Perse (actuel Iran) que la technique est transposée à la céramique dans la seconde moitié du IXe siècle, lorsque la décoration fut peinte en rouge rubis ou polychrome lustré.

### Céramique perse

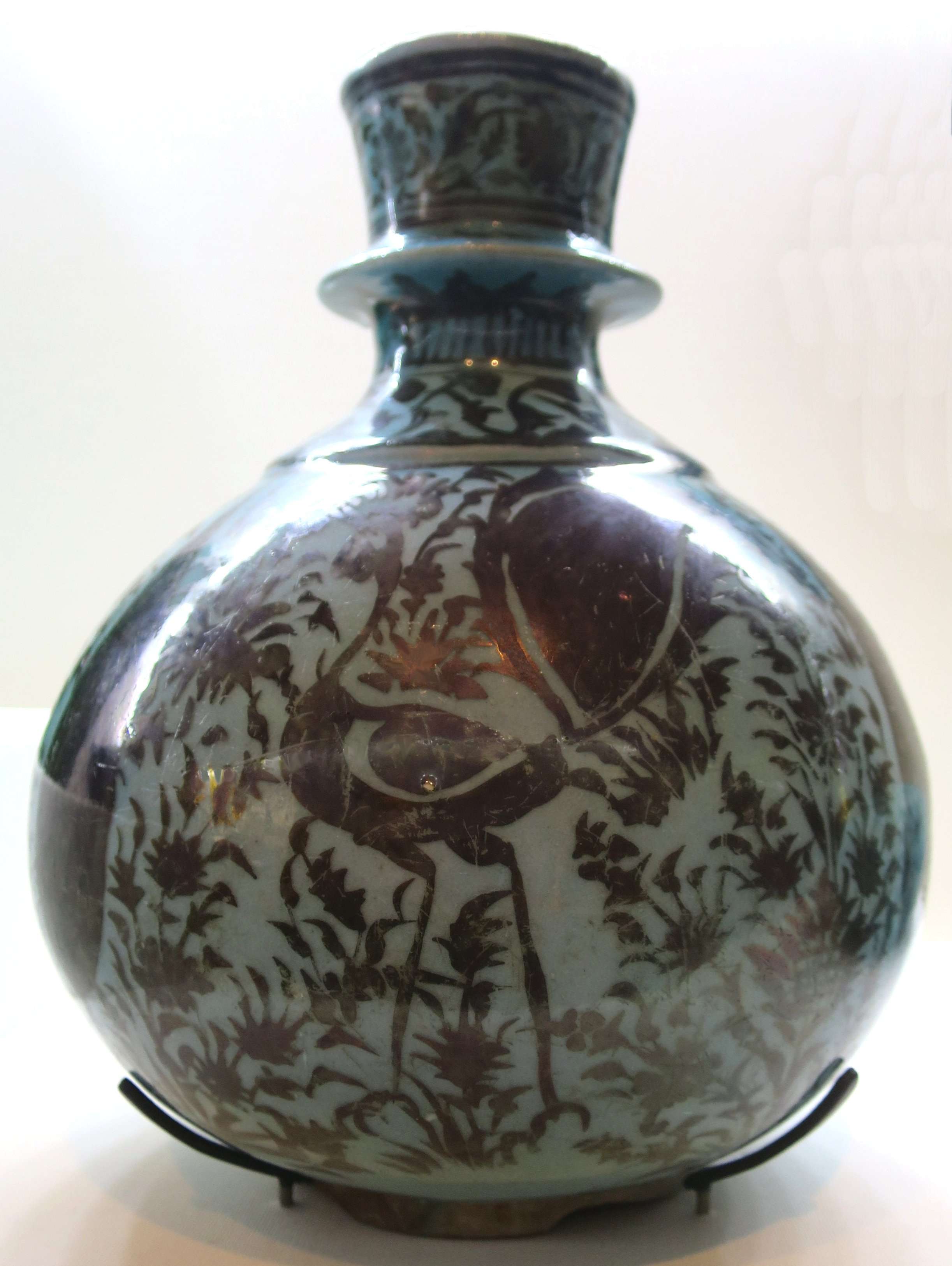
Base d'un ghalian (pipe à eau). Iran, à mi-fin du XVIIe siècle, céramique frittée avec glaçure peinte en turquoise et glaçure peinte lustrée, Doris Duke Foundation for Islamic Art.

Des centres de production se trouvent à Samara, Suse, Basra et le principal à Kashan. La technique se diffuse autour de la Méditerranée, en Égypte, au Maghreb (Al-Mansuriya et Kalâa des Béni Hammad). En Syrie (Raqqa), en Anatolie (Milet, Constantinople). 
Dans le califat de Cordoue, la technique se développe au Xe siècle dans le cadre de la production de céramique verte et manganèse à Cordoue notamment pour équiper les villes palatines de medinat alzahra et medinat alzahira avant de s'étendre dans le reste du califat (Séville, Malaga, Almeria, Valence, Calatayud, Muel) puis autour de la méditerranée.
L'Andalousie devient un centre de production autour du XIe siècle qui drainera sa production sur la Méditerranée, en Italie et en France, mais aussi en Angleterre, aux Pays-Bas et jusqu'à Tabriz en Iran. Le sommet de l'art est atteint sous la dynastie Nasride au XIVe siècle. Les poteries s'incrustent de motifs bleu cobalt (Smalt). 
Au  dessus de la niche du mihrab, de la mosquée de Sidi Okba à Kairouan, le mur du fond est décoré de faïences lustrées de forme losangée. Ces carreaux ornés de feuillages et de fleurs stylisées seraient, selon la tradition, une commande du fondateur de la dynastie des Aghlabides, Ibrahim ibn al-Aghlab (836-841) à des artisans mésopotamiens d'Irak. Il se trouve donc confirmé qu'à cette époque, la Perse aurait connu le procédé de la céramique lustrée. Ce motif de carré sur la pointe perdura jusqu’à la fin du XIIIe siècle au moins. On le retrouve dans un tympan de la Grande Mosquée de Sousse situé à l’emplacement du premier mihrab ; il émigre ensuite en Égypte, où il orne différents monuments fatimides et mamelouks du Caire.

### Céramique hispano-mauresque

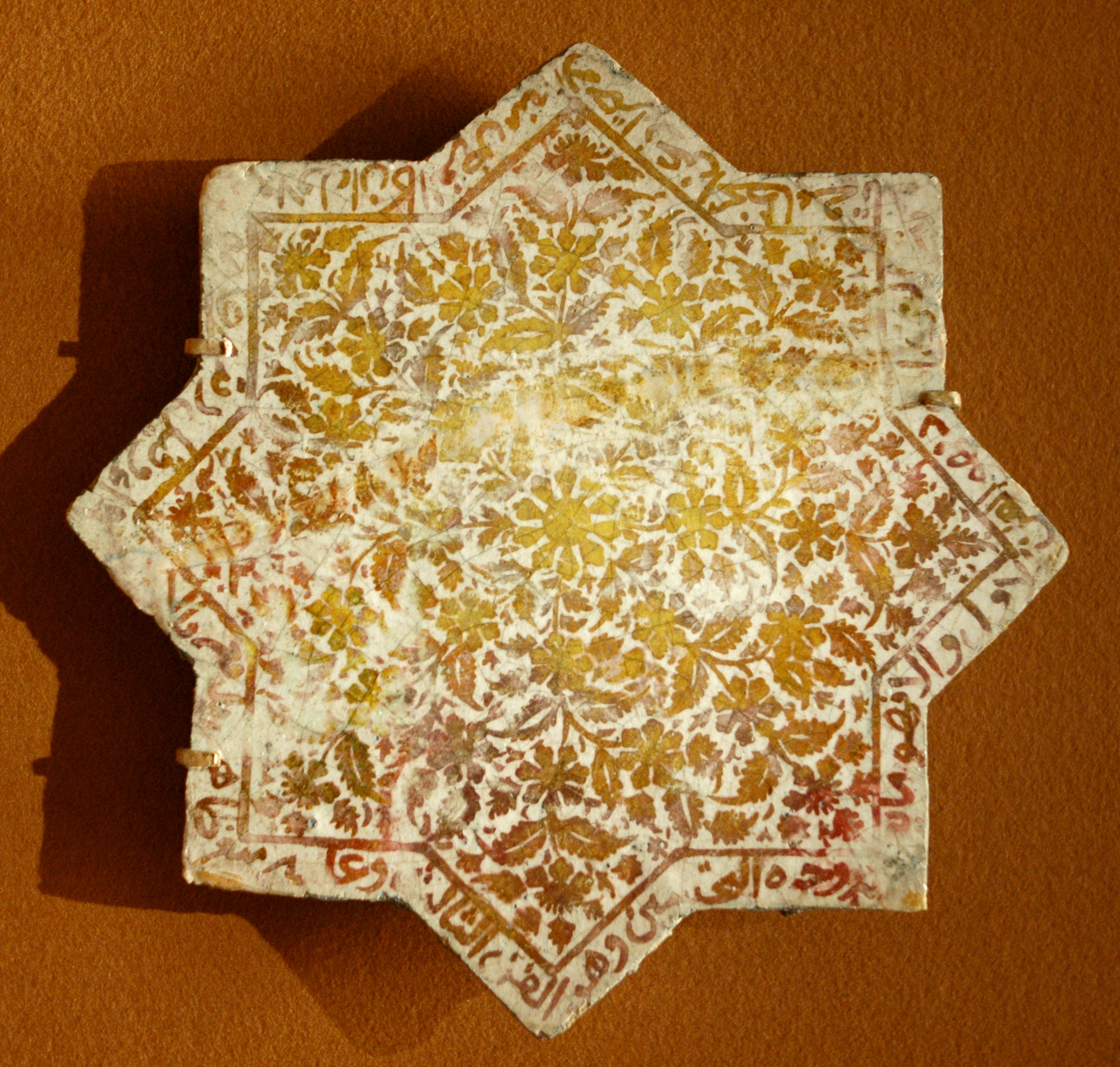
Étoile à décor de pampres. Céramique argileuse, décor de lustre sur glaçure opacifiée. Fin du XIVe siècle- début du XVe siècle, Espagne. Les carreaux en étoile à huit branches nasrides d'Espagne sont rares, mais cet exemple porte des motifs végétaux centralisés spécifiques à la céramique lustrée de Malaga. Les inscriptions poétiques ont joué un rôle important dans la décoration architecturale de l'Andalousie. En encadrement, une inscription arabe fait allusion à l'art de la glaçure céramique. Metropolitan Museum of Art.

Les rois chrétiens encouragent les artistes musulmans à s'installer à Valence et la céramique lustrée qui se christianise connait un nouveau succès dans les cours européennes.

### Majolique italienne
En Italie, elle prend le nom de majolique. Le terme désigne donc originairement une céramique lustrée, par la suite, des pièces de faïence à émail stannifère. Au XVIe siècle, des centres de production italiens : Deruta, Gubbio, Cafaggiolo, maitrisent le lustre, et produisent des pièces très éloignées de leur modèle musulman.
Avec la Renaissance, la céramique lustrée passe de mode mais est redécouverte au XIXe siècle.

## Redécouverte duXIXesiècle

### En Angleterre et aux États-Unis
Un lustre métallique d'un autre genre se retrouve dans la céramique lustrée anglaise, qui confère à une poterie l'apparence d'un objet en argent, en or ou en cuivre. Le lustre d'argent emploie le récent métal platine, dont les propriétés chimiques ont été analysées à la fin du XVIIIe siècle. John Hancock, de Hanley invente l'application d'une technique de platine, et la met en pratique à la manufacture de M. Spode, pour MM. Daniels et Brown aux environs de 1800. Des quantités très diluées de poudre d'or ou de platine sont dissoutes dans de l'eau régale et additionnées d'esprit de goudron pour le platine, et un mélange de térébenthine, de fleur de soufre, et d'huile de lin pour l'or.
Le mélange est appliqué sur la faïence et cuit dans un four d'émaillage, déposant un mince film de platine ou d'or. Le platine produisait l'apparence de l'argent massif, et a été employé à destination de la classe moyenne dans les formes identiques aux utilisations de l'argent pour les services à thé aux environs de 1810-1840. En fonction de la concentration d'or dans le composé de lustrage et la barbotine sous laquelle elle a été appliquée, une gamme de couleurs pouvait être atteinte, du rose pâle et lavande, au cuivre et à l'or. Le lustre d'or pouvait être peint ou peint au pochoir sur la vaisselle, ou il pouvait être appliqué selon la technique résist (similaire au batik), dans lequel l'arrière-plan a été solidement lustré, et le design restait dans le corps coloré. Dans la technique resist, similaire au batik, le dessin est peint dans la colle et l'apprêt, dans un composé de glycérine ou de miel, le lustre appliqué par trempage et la résine lavée avant que la pièce soit cuite. La céramique lustrée devint populaire dans le Staffordshire pendant le XIXe siècle, où il a également été utilisé par Josiah Wedgwood, qui a introduit des céramique lustrées roses et blanches simulant l'apparence de la nacre dans les plats et bols, en forme de coquilles, et l'éclat de l'argent, introduit à Wedgwood en 1805. En 1810, Peter Warburton de New Hall breveta une méthode d'impression par transfert sur lustre d'or et d'argent. Sunderland Lustreware dans le Nord-Est est réputé pour sa céramique lustrée marbrée de rose, et de la céramique lustrée a également été produite à Leeds, dans le Yorkshire, où la technique peut avoir été introduite par Thomas Lakin.

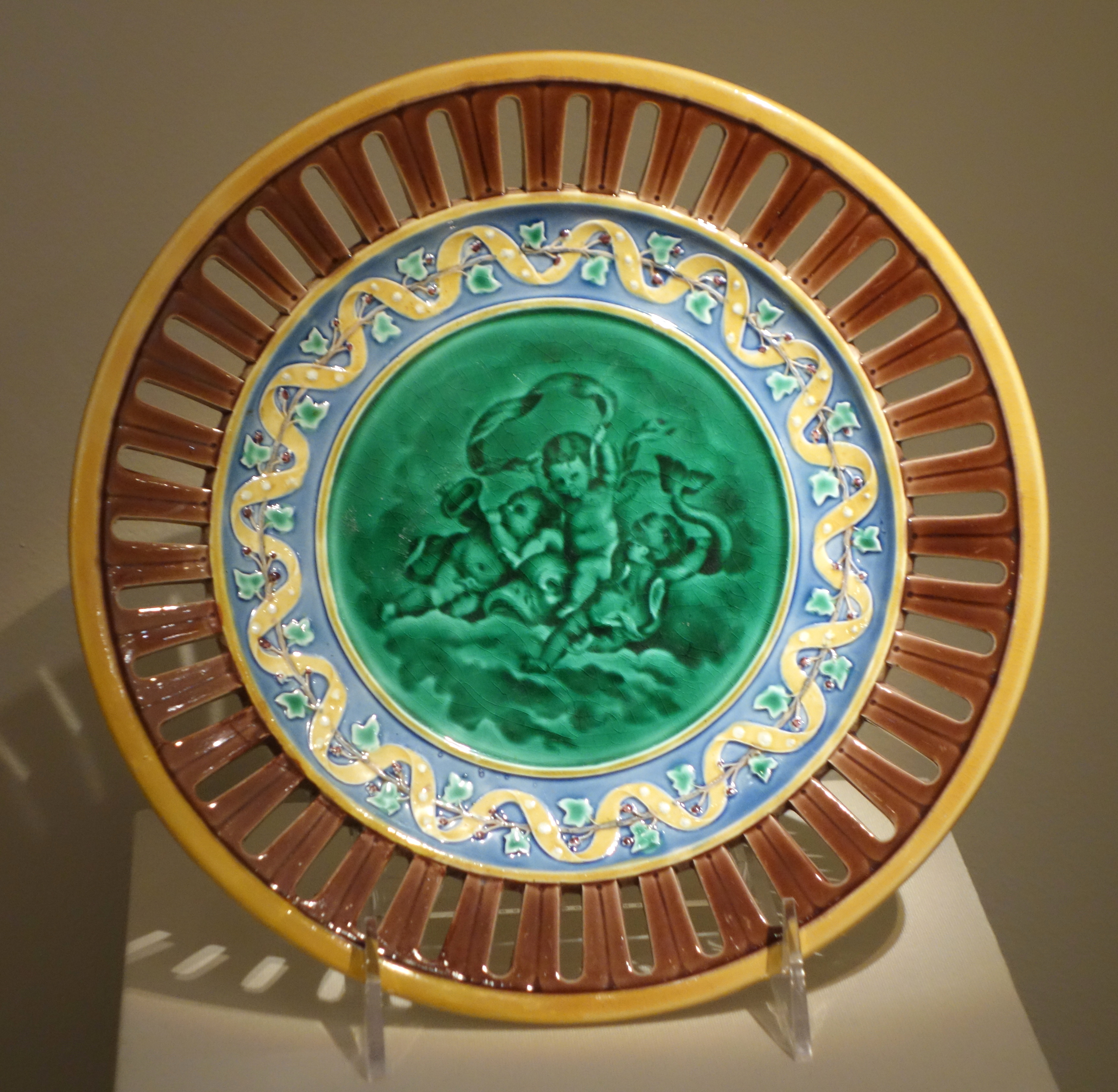
Assiette, Josiah Wedgwood and Sons, vers 1870, Chazen Museum of Art - DSC01994

La céramique lustrée de Wedgwood fabriquée dans les années 1820 a engendré la production de grandes quantités de céramiques lustrées de cuivre et d'argent en Angleterre et au Pays de Galles. Les pichets de crème avec jets appliqué-détaillé et poignées méticuleusement appliquées étaient les plus courants, et souvent présentaient des bandes décoratives stylisées en bleu foncé, jaune crème, rose, et, plus rare, vert foncé et violet. Des motifs multicolores relevés dépeignant des scènes pastorales ont également été créés, du sable a parfois été incorporé dans la glaçure pour ajouter de la texture. Les pichets ont été produits dans une gamme de tailles depuis le pichet de crème jusqu'aux grandes cruches de lait, ainsi que de petites cafetières et théières. Les services à thé sont venus un peu plus tard, comportant généralement des pots à crème, sucriers, bols de décantation. De grandes cruches avec scènes commémoratives imprimées par transfert semblent être arrivées vers le milieu du XIXe siècle. Ceux-ci étaient purement décoratifs et on en obtient aujourd'hui des prix élevés en raison de leurs liens historiques. Des lustres délicats imitant l'éclat de la nacre ont été produits par Wedgwood et à Belleek dans le milieu du siècle, dérivé de nitrate de bismuth. Sous l'impulsion de l'esthétisme, William Frend De Morgan relança la céramique lustrée à la manière plus réminiscente des lustres des céramiques hispano-mauresques.
Aux États-Unis, la céramique lustrée en cuivre est devenue populaire en raison de son clinquant.
Apparemment, comme les lampes à gaz étaient devenues accessibles pour les plus riches, l'engouement était de placer des groupements de vaisselles lustrées sur des plates-formes de miroir, à utiliser comme pièces maîtresses pour des dîners. Les becs de gaz accentuaient leur lustre.